# 霍寧達爾湖
61°56′N 6°21′E / 61.933°N 6.350°E

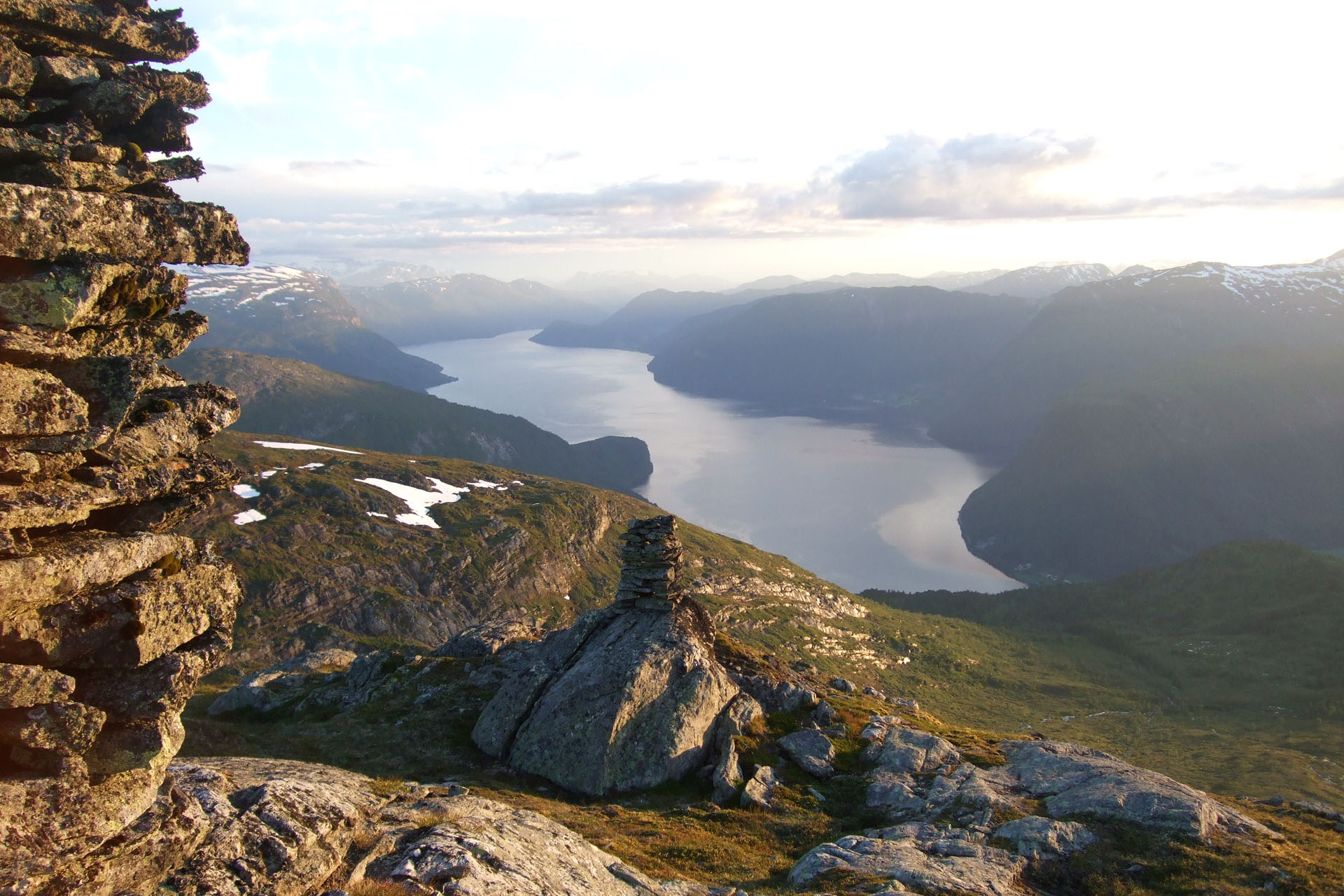
霍寧達爾湖

霍寧達爾湖（挪威語：Hornindalsvatnet）是挪威的湖泊，由松恩-菲尤拉訥郡負責管轄，長22公里、寬4公里，面積51平方公里，海拔高度53米，平均水深236米，最大水深514米，是歐洲最深的湖泊，蓄水量12.1立方公里。

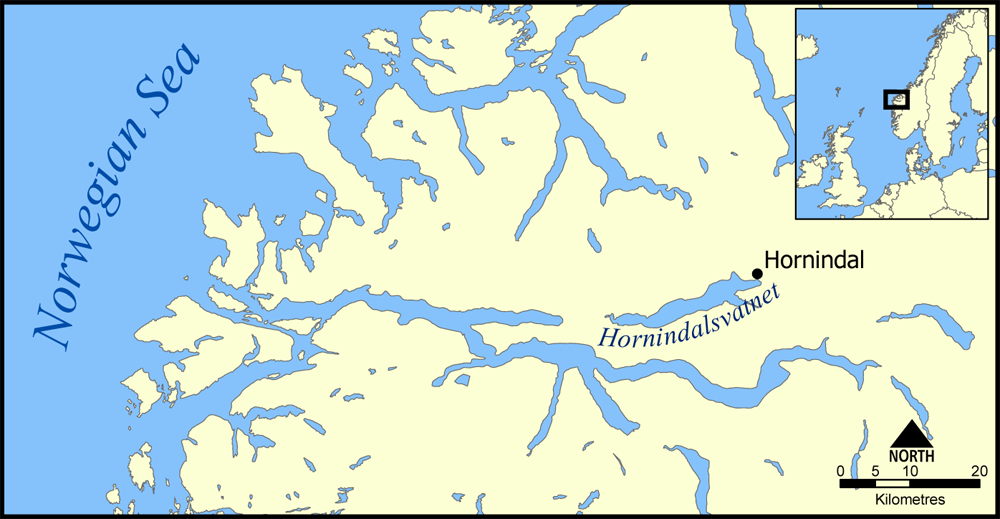
位置圖
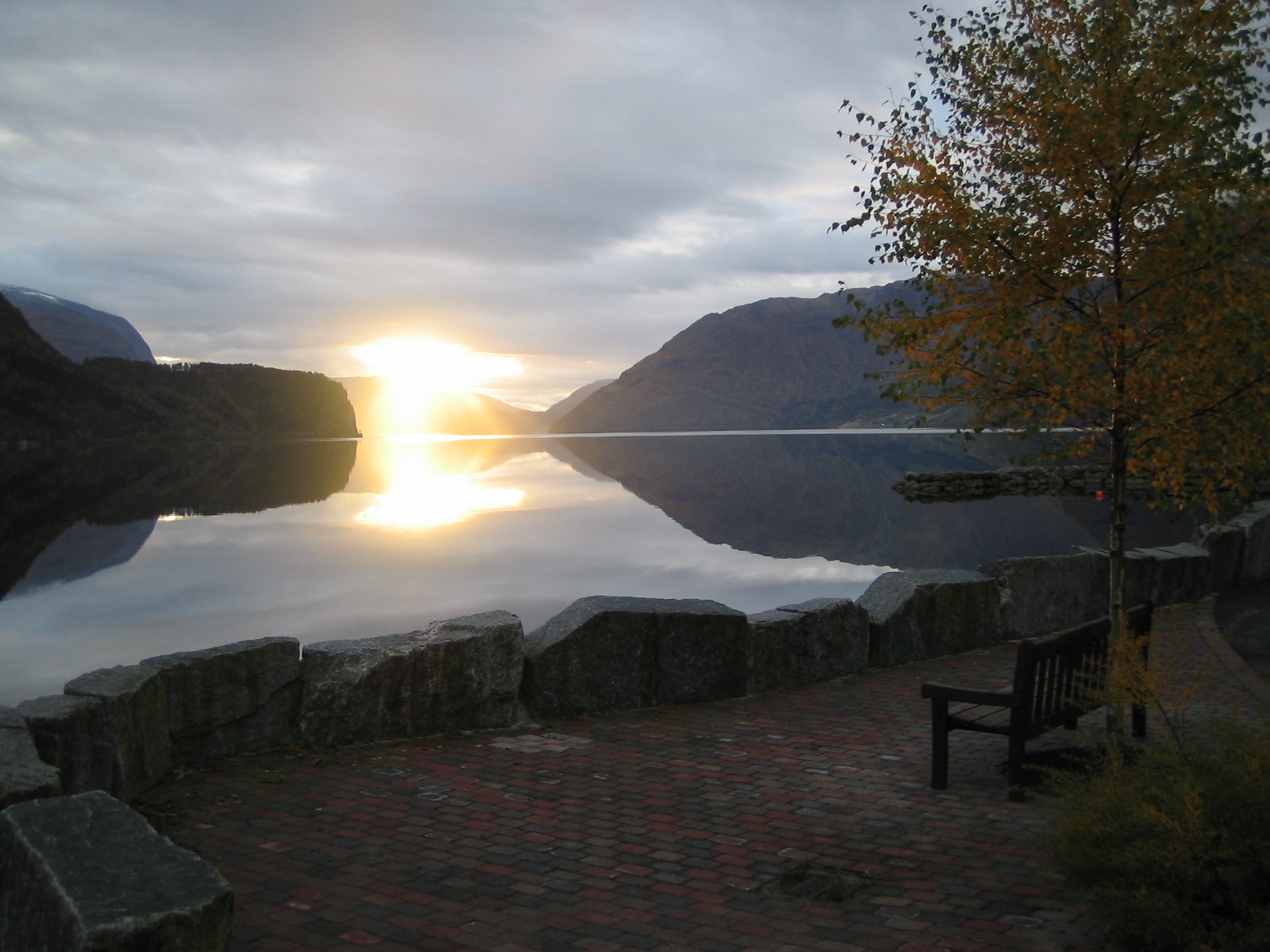
黃昏湖景